# Сражение при Рашанец
Сражението при Рашанец е сражение между чети на Вътрешната македоно-одринска революционна организация и османски аскер.

## История
По време на Илинденско-Преображенското въстание в 1903 година в местността Рашанец под връх Маркови куки, която се намира между селата Речица, Куратица и Свинища, е организиран лагер на местно мирно население, избягало от изгорелите околни села. Лагерът просъществува повече от месец, но след предателство османските войски научават за него и в края на август съсредоточават там деветхилядна войска. Избухва сражение на 31 август, когато няколко революционни отряда на ВМОРО водят целодневни боеве в опит да зaщитят мирното население. В сражението загива охридският войвода Аргир Маринов с четата си, докато защитава 160 души мирно население. В неравната битка тридесет и двамата четници се самоубиват преди да бъдат заловени от турските аскери.
Сражението при Рашанец е най-голямото сражение в Охридския въстанически район. Завършва с изключителна жестокост от османския аскер към беззащитното население.
По време на българското управление в Македония, Поморавието и Западна Тракия (1941 – 1944) за построяването на паметник на Рашанец започва набирането на сума в размер 100 000 лева. Днес паметникът е в списъка на обектите, обявени за културно наследство на Северна Македония.